# くるっぷ
くるっぷ（CREPU）は、日本のソーシャル・ネットワーキング・サービス。おたくに特化したSNSとして開設された。

## 歴史
2021年12月22日に現行バージョンが公開。2022年8月1日、くるっぷは株式会社ビーブイエムコンダクターから株式会社Anokumaに事業譲渡された。
2023年2月9日、登録者数が20万人、月間PV数が1000万回を突破した。
イーロン・マスクによるTwitterの買収以降、同人作家などからTwitterの移行先として注目を集めていた。2023年7月1日、Twitterに閲覧制限がかかると、くるっぷの利用者数が急増したためアクセス制限を実施した。

## 特徴
同人誌を創作したり読んだりする人を利用者として想定し、漫画、写真、小説などが投稿できる。30万字と画像120枚までの作品を投稿できる機能がある。単一のIDとパスワードで複数のユーザーアカウントを作ることができる。

## 評価
くるっぷは、Z世代が選ぶ次世代SNSの一つとして評価されている。